# Suore francescane missionarie del Cuore Immacolato di Maria
Le Suore Francescane Missionarie del Cuore Immacolato di Maria (in latino Congregatio Sororum Franciscanae Missionariae a Corde Immaculatae Beatae Mariae Virginis) sono un istituto religioso femminile di diritto pontificio: i membri di questa congregazione, dette popolarmente Francescane Missionarie d'Egitto, pospongono al loro nome la sigla F.C.I.M.

## Storia
La congregazione venne fondata dalla religiosa italiana Costanza Troiani (1813-1887): terziaria presso il monastero delle Clarisse di Ferentino, su invito del vicariato apostolico d'Egitto si trasferì con cinque consorelle al Cairo (14 settembre 1859) e diede vita ad una congregazione dedita a diverse opere di apostolato sociale. Nel 1868 la Santa Sede dichiarò autonoma la comunità missionaria dalla casa madre sancendo la nascita delle Francescane Missionarie d'Egitto.
L'istituto ricevette il pontificio decreto di lode il 10 luglio 1868 e venne aggregato all'Ordine dei Frati Minori il 17 novembre 1897.
La fondatrice (in religione madre Caterina di Santa Rosa) è stata beatificata da papa Giovanni Paolo II nel 1985.

## Attività e diffusione
Le Suore Francescane Missionarie d'Egitto sono dedite all'opera di evangelizzazione e alla promozione del dialogo ecumenico e interreligioso, soprattutto nei paesi del Medio Oriente.
Sono presenti in Italia, a Malta, negli Stati Uniti d'America, in Africa (Egitto, Eritrea, Ghana, Guinea-Bissau, Marocco) e in Asia (Giordania, Iraq, Libano, Siria, Terra santa): la sede generalizia, dal 1907, è a Roma.
Al 31 dicembre 2005, la congregazione contava 699 religiose in 88 case.